# Blandväv
Blandväv är en väv med två eller flera fiberslag, vardera garn uppgår till minst 15 % av vikten.
Blandningen kan vara inslagets blandning i ett blandgarn, eller en blandning mellan inslag och varp. Till exempel är det inte ovanligt med rent lininslag i en cottolinvarp, eller rent av en bomullsvarp, eller ullinslag i en bomullsvarp.